# Les Cordier, juge et flic
 (avril 2021).
Si vous disposez d'ouvrages ou d'articles de référence ou si vous connaissez des sites web de qualité traitant du thème abordé ici, merci de compléter l'article en donnant les références utiles à sa vérifiabilité et en les liant à la section « Notes et références ».
 (avril 2021).
- Si vous ne connaissez pas le sujet, laissez ce bandeau (vous pouvez alors contacter les auteurs).
- Si vous supprimez le contenu mis en cause (vous pouvez préalablement contacter les auteurs),

argumentez précisément cette suppression dans la page de discussion
(un manque de référence n'est pas un argument ; une recherche réelle de référence doit avoir été effectuée, être formellement documentée).
Pour les articles homonymes, voir Cordier (homonymie).
Ne doit pas être confondu avec Un juge, un flic.
Commissaire Cordier
Les Cordier, juge et flic est une série télévisée française totalisant 61 épisodes durant chacun 90 minutes environ, créée par Alain Page et diffusée entre le 26 novembre 1992 et le 3 octobre 2005 sur TF1 puis rediffusée sur la TNT (Chérie 25 et NRJ 12 en 2015). En Suisse, la série est diffusée sur la TSR
Au Québec, des épisodes sont présentés de façon aléatoire via RFO (Saint-Pierre-et-Miquelon).
Une suite de trois saisons et 12 épisodes, est créée et diffusée à partir de novembre 2005, Commissaire Cordier.

## Synopsis
Les Cordier luttent en famille contre le crime : le père est commissaire, le fils juge d'instruction et la fille, journaliste criminelle. Ils rendent la justice dans la ville de Nanterre.

## Distribution

### Postes
| Saison | Episodes | Commissaire                               | Juge                                | Greffier                              | OPJ                                                                                  | OPJ                                           | OPJ                                         | OPJ                                                  | Commissaire divisionnaire                                                  | Médecin légiste                           | Procureur                         |
| ------ | -------- | ----------------------------------------- | ----------------------------------- | ------------------------------------- | ------------------------------------------------------------------------------------ | --------------------------------------------- | ------------------------------------------- | ---------------------------------------------------- | -------------------------------------------------------------------------- | ----------------------------------------- | --------------------------------- |
| 1      | 1-4      | Commissaire Pierre Cordier (Pierre Mondy) | Juge Bruno Cordier (Bruno Madinier) | Greffier Amélie Lecœur (Karine Silla) | Inspecteur puis Lieutenant Antoine Portal (Frédéric Diefenthal puis Julien Chatelet) | Inspecteur Philippe Benamou (Philippe Tansou) | Inspecteur Pauline Martin (Natacha Muller)  | --                                                   | Commissaire divisionnaire Henri Blondel (Alain MacMoy puis Mario Pecqueur) | --                                        | Procureur Delorme (André Penvern) |
| 2      | 1-5      | Commissaire Pierre Cordier (Pierre Mondy) | Juge Bruno Cordier (Bruno Madinier) | Greffier Amélie Lecœur (Karine Silla) | Inspecteur puis Lieutenant Antoine Portal (Frédéric Diefenthal puis Julien Chatelet) | Inspecteur Philippe Benamou (Philippe Tansou) | Inspecteur Pauline Martin (Natacha Muller)  | --                                                   | Commissaire divisionnaire Henri Blondel (Alain MacMoy puis Mario Pecqueur) | --                                        | Procureur Delorme (André Penvern) |
| 3      | 1-5      | Commissaire Pierre Cordier (Pierre Mondy) | Juge Bruno Cordier (Bruno Madinier) | Greffier Amélie Lecœur (Karine Silla) | Inspecteur puis Lieutenant Antoine Portal (Frédéric Diefenthal puis Julien Chatelet) | Inspecteur Philippe Benamou (Philippe Tansou) | Inspecteur Pauline Martin (Natacha Muller)  | --                                                   | Commissaire divisionnaire Henri Blondel (Alain MacMoy puis Mario Pecqueur) | Docteur Loustac (Charles Schneider)       | Procureur Delorme (André Penvern) |
| 4      | 1-3      | Commissaire Pierre Cordier (Pierre Mondy) | Juge Bruno Cordier (Bruno Madinier) | Greffier Amélie Lecœur (Karine Silla) | Inspecteur puis Lieutenant Antoine Portal (Frédéric Diefenthal puis Julien Chatelet) | Inspecteur Philippe Benamou (Philippe Tansou) | Inspecteur Pauline Martin (Natacha Muller)  | --                                                   | Commissaire divisionnaire Henri Blondel (Alain MacMoy puis Mario Pecqueur) | Docteur Manuela Verdier (Manuela Servais) | Procureur Delorme (André Penvern) |
| 4      | 4-8      | Commissaire Pierre Cordier (Pierre Mondy) | Juge Bruno Cordier (Bruno Madinier) | Greffier Amélie Lecœur (Karine Silla) | Inspecteur puis Lieutenant Antoine Portal (Frédéric Diefenthal puis Julien Chatelet) | Lieutenant Christian Lambert (José Paul)      | Lieutenant Carole (Carole Bouvier)          | --                                                   | Commissaire divisionnaire Henri Blondel (Alain MacMoy puis Mario Pecqueur) | Docteur Manuela Verdier (Manuela Servais) | Procureur Delorme (André Penvern) |
| 5      | 1-3      | Commissaire Pierre Cordier (Pierre Mondy) | Juge Bruno Cordier (Bruno Madinier) | Greffier Amélie Lecœur (Karine Silla) | Inspecteur puis Lieutenant Antoine Portal (Frédéric Diefenthal puis Julien Chatelet) | Lieutenant Christian Lambert (José Paul)      | Lieutenant Carole (Carole Bouvier)          | --                                                   | Commissaire divisionnaire Henri Blondel (Alain MacMoy puis Mario Pecqueur) | Docteur Manuela Verdier (Manuela Servais) | Procureur Delorme (André Penvern) |
| 6      | 1-5      | Commissaire Pierre Cordier (Pierre Mondy) | Juge Bruno Cordier (Bruno Madinier) | Greffier Amélie Lecœur (Karine Silla) | Inspecteur puis Lieutenant Antoine Portal (Frédéric Diefenthal puis Julien Chatelet) | Lieutenant Christian Lambert (José Paul)      | Lieutenant Carole (Carole Bouvier)          | --                                                   | Commissaire divisionnaire Henri Blondel (Alain MacMoy puis Mario Pecqueur) | Docteur Manuela Verdier (Manuela Servais) | Procureur Delorme (André Penvern) |
| 7      | 1-4      | Commissaire Pierre Cordier (Pierre Mondy) | Juge Bruno Cordier (Bruno Madinier) | --                                    | Inspecteur puis Lieutenant Antoine Portal (Frédéric Diefenthal puis Julien Chatelet) | Lieutenant Christian Lambert (José Paul)      | Lieutenant Carole (Carole Bouvier)          | --                                                   | Commissaire divisionnaire Henri Blondel (Alain MacMoy puis Mario Pecqueur) | Docteur Manuela Verdier (Manuela Servais) | Procureur Delorme (André Penvern) |
| 8      | 1-5      | Commissaire Pierre Cordier (Pierre Mondy) | Juge Bruno Cordier (Bruno Madinier) | --                                    | Inspecteur puis Lieutenant Antoine Portal (Frédéric Diefenthal puis Julien Chatelet) | Lieutenant Christian Lambert (José Paul)      | Lieutenant Carole (Carole Bouvier)          | --                                                   | Commissaire divisionnaire Henri Blondel (Alain MacMoy puis Mario Pecqueur) | Docteur Manuela Verdier (Manuela Servais) | Procureur Delorme (André Penvern) |
| 9      | 1-2      | Commissaire Pierre Cordier (Pierre Mondy) | Juge Bruno Cordier (Bruno Madinier) | --                                    | Inspecteur puis Lieutenant Antoine Portal (Frédéric Diefenthal puis Julien Chatelet) | Lieutenant Christian Lambert (José Paul)      | Lieutenant Carole (Carole Bouvier)          | Lieutenant Marc-Antoine Brignac (Pierre-Arnaud Juin) | Commissaire divisionnaire Henri Blondel (Alain MacMoy puis Mario Pecqueur) | Docteur Manuela Verdier (Manuela Servais) | Procureur Delorme (André Penvern) |
| 9      | 3        | Commissaire Pierre Cordier (Pierre Mondy) | Juge Bruno Cordier (Bruno Madinier) | --                                    | Inspecteur puis Lieutenant Antoine Portal (Frédéric Diefenthal puis Julien Chatelet) | --                                            | Lieutenant Cécile Vignaud (Stéphanie Vicat) | Lieutenant Marc-Antoine Brignac (Pierre-Arnaud Juin) | Commissaire divisionnaire Henri Blondel (Alain MacMoy puis Mario Pecqueur) | Docteur Manuela Verdier (Manuela Servais) | Procureur Delorme (André Penvern) |
| 10     | 1-5      | Commissaire Pierre Cordier (Pierre Mondy) | Juge Bruno Cordier (Bruno Madinier) | --                                    | Inspecteur puis Lieutenant Antoine Portal (Frédéric Diefenthal puis Julien Chatelet) | --                                            | Lieutenant Cécile Vignaud (Stéphanie Vicat) | Lieutenant Marc-Antoine Brignac (Pierre-Arnaud Juin) | Commissaire divisionnaire Henri Blondel (Alain MacMoy puis Mario Pecqueur) | Docteur Manuela Verdier (Manuela Servais) | Procureur Delorme (André Penvern) |
| 11     | 1-6      | Commissaire Pierre Cordier (Pierre Mondy) | Juge Bruno Cordier (Bruno Madinier) | --                                    | Inspecteur puis Lieutenant Antoine Portal (Frédéric Diefenthal puis Julien Chatelet) | --                                            | Lieutenant Cécile Vignaud (Stéphanie Vicat) | Lieutenant Marc-Antoine Brignac (Pierre-Arnaud Juin) | Commissaire divisionnaire Henri Blondel (Alain MacMoy puis Mario Pecqueur) | Docteur Manuela Verdier (Manuela Servais) | Procureur Delorme (André Penvern) |
| 12     | 1-6      | Commissaire Pierre Cordier (Pierre Mondy) | Juge Bruno Cordier (Bruno Madinier) | --                                    | Inspecteur puis Lieutenant Antoine Portal (Frédéric Diefenthal puis Julien Chatelet) | --                                            | Lieutenant Cécile Vignaud (Stéphanie Vicat) | Lieutenant Marc-Antoine Brignac (Pierre-Arnaud Juin) | Commissaire divisionnaire Henri Blondel (Alain MacMoy puis Mario Pecqueur) | Docteur Manuela Verdier (Manuela Servais) | Procureur Delorme (André Penvern) |
| 13     | 1        | Commissaire Pierre Cordier (Pierre Mondy) | Juge Bruno Cordier (Bruno Madinier) | --                                    | Inspecteur puis Lieutenant Antoine Portal (Frédéric Diefenthal puis Julien Chatelet) | --                                            | Lieutenant Cécile Vignaud (Stéphanie Vicat) | Lieutenant Marc-Antoine Brignac (Pierre-Arnaud Juin) | Commissaire divisionnaire Henri Blondel (Alain MacMoy puis Mario Pecqueur) | Docteur Manuela Verdier (Manuela Servais) | Procureur Delorme (André Penvern) |

### Acteurs principaux

#### Commissaire
- Pierre Mondy : Commissaire Pierre Cordier (pilote + saisons 1 à 13)

#### Juge
- Bruno Madinier : Juge Bruno Cordier (pilote + saisons 1 à 13)

#### Greffiers du Juge Cordier
- Karine Silla : Amélie Lecœur (pilote + saisons 1 à 6)
- Matthieu Rozé : Fabien Rousseau

#### OPJ
- Frédéric Diefenthal (pilote) puis Julien Chatelet (saisons 2 à 13) : Inspecteur puis Lieutenant Antoine Portal
- Philippe Tansou : Inspecteur Philippe Benamou (pilote + saisons 1 à 4, récurrent saison 5)
- Natacha Muller : Inspecteur Pauline Martin (pilote + saisons 1 à 4, récurrente saison 5)
- José Paul : Inspecteur puis Lieutenant Christian Lambert, décédé (récurrent saison 5 + saisons 6 à 8 + récurrent saison 9)
- Carole Bouvier : Lieutenant Carole (récurrente saison 5 + saisons 6 à 8 + récurrente saison 9)
- Pierre-Arnaud Juin : Lieutenant Marc-Antoine Brignac (récurrent saison 8 + saisons 9 à 13)
- Stéphanie Vicat : Lieutenant Cécile Vignaud (récurrente saison 9 + saisons 10 à 13)

#### Autres OPJ
- Gérard Sergue : Commissaire Jean-Marie Wagner, rival brouillon et malheureux de Cordier (saisons 1 à 6)
- Yvon Back : Dumas (récurrent saisons 4 et 5)
- Bernard Pinet : L'inspecteur (saison 1)

#### Commissaire Divisionnaire
- Alain MacMoy (pilote + saisons 1 à 3) puis Mario Pecqueur (saisons 4 à 13) : Commissaire Divisionnaire Henri Blondel

#### Médecin légiste
- Charles Schneider : Dr. Loustac (saison 3)
- Manuela Servais : Dr. Manuela Verdier (saisons 4 à 13)

#### Procureur
- André Penvern : Procureur Delorme (pilote + saisons 1 à 13)

#### Famille Cordier
- Antonella Lualdi : Lucia Cordier, femme de Pierre, mère de Bruno et Myriam (pilote + saisons 1 à 13)
- Alicia Alonso (pilote) puis Charlotte Valandrey (saisons 1 à 9 + récurrente saison 10) : Myriam Cordier, journaliste à la NDM (Nouvelle Du Monde, chaine de télévision)
- Dany Brillant : Lucas Maldini, le neveu de Lucia Cordier
- Laura Quintyn : Charlotte Cordier, fille de Bruno, petite-fille de Pierre et Lucia, nièce de Myriam (récurrente)
- Cassandre Manet : Lara Cordier, nièce de Pierre et Lucia, cousine de Bruno et Myriam (récurrente saisons 9 à 13)

## Réalisateurs
- Paul Planchon
- Gilles Béhat
- Alain Bonnot
- Jean-Marc Seban
- Alain Wermus
- Christiane Lehérissey
- Bruno Herbulot
- Michaël Perrotta
- Yves Amoureux  (1995 et 1998)
- Marion Sarraut
- Laurent Carcélès
- Jean-Denis Robert
- Pierre Sisser
- Pierre Joassin

## Personnages secondaires
- Valérie Mairesse : Martine Barbier
- Élodie Bouchez : Sophie Hamon
- Pierre Cassignard : Vincent, Julien Le Floch
- Roschdy Zem : Bob
- Jean-Paul Tribout : M. Dumontel
- Léa François : Léa Leroy
- Bruno Slagmulder : Didier
- Luc Lavandier : Nicolas Déchelette alias Nicky, Alexandre Naron
- Coraly Zahonero : Irène Déchelette, Sophie Becker
- Vania Vilers : Caroli
- Sabine Paturel : Florence Moreno
- Patachou : Mme Lemoine
- François Dunoyer : le Dr Calvet
- Manuel Gélin : Thierry Galmard
- Philippe Ogouz : Maitre Camus
- Dominique Guillo : Christian Savisevitch, Xavier Lombard
- Pierre Cosso : Claude Rougeron
- Clovis Cornillac : Alfred Alzinger
- Natacha Régnier : Cécile Caster
- Frédéric Pellegeay : Michel Becker / Madestan
- François Berléand : Lansac
- Christian Rauth :  Hugues Grimault
- Alice Béat : Martine Flandrin alias Stella, une psychologue
- Pierre Martot : Falcot, Laborie
- Gwendoline Hamon : Annie
- Jean-Michel Tinivelli : Mathieu Matteo Prizzi
- Philippe Magnan : Antoine Wolper, Delestré
- Pascale Roberts : Annie Gomez
- Adeline Blondieau : Irina Leduc
- Jean-Yves Berteloot : Me François Loriol
- Betty Bomonde : Claire Cossin
- Lorànt Deutsch : Nicolas Ridlet
- Louise Monot : Laetitia Reignard
- Jean-Claude Adelin : le capitaine Leblanc, Sylvain Marchand
- Bruno Wolkowitch : le professeur Marc Singer
- Sophie de La Rochefoucauld : la Dr Julie Thuillier
- Virginie Peignien : Alice Duprez
- Arnaud Bedouët : Luc Balestre
- Thierry Beccaro : Morelli
- Andréa Ferréol : Anne-Marie
- Anne Caillon : Marine Parmentier
- Christian Bujeau : Antoine Ferrault
- Luc Thuillier : Michel Savignard
- Blanche Raynal : Mme Baussay
- Nathalie Cerda : Violaine Savignard
- Martine Sarcey : la mère de Lambert
- Lucien Jean-Baptiste : Joseph
- Astrid Veillon : Laura
- Sonia Codhant : Joëlle
- Corinne Dacla : Madame Bremont
- Michèle Garcia : une contractuelle
- Dany Brillant : Lucas Maldini
- Marc Duret : le commissaire Berthier
- Tom Novembre : Eric Mahé
- François Marthouret : le procureur Richard Darcourt
- Laure Marsac : Béatrice Koenig
- Jean-Paul Comart : Philippe Koenig
- David Brécourt : Maître Mathieu Sorgue
- Rosemarie La Vaullée : Angela Rossi alias le capitaine Delphine Dumas
- Maïdi Roth : la greffière

## Épisodes
Selon les références, les saisons ne sont pas définies de la même façon. Par exemple, pour le pilote de la série, certaines le considèrent comme :
- hors de toutes les saisons;
- le seul épisode de la saison 0;
- le seul épisode de la saison 1 (pas de saison 0);
- l'épisode 0 de la saison 1.

Pour déterminer l'appartenance à une saison, certaines références utilisent :
- la date de première diffusion télévisuelle;
- l'année de production.

| Épisode | Saison | Épisode | Année de   | Date de             | Titre                          | Réalisateur             | Artistes invités                                                                                 | Remarques |
| N°      | N°     | N°      | production | diffusion           | Titre                          | Réalisateur             | Artistes invités                                                                                 | Remarques |
| ------- | ------ | ------- | ---------- | ------------------- | ------------------------------ | ----------------------- | ------------------------------------------------------------------------------------------------ | --- |
| 1       | 0      | 1       | 1992       | 1992-11-26          | Peinture au pistolet           | Alain Bonnot            | Anaïs Jeanneret, Valérie Mairesse, Alicia Alonso, Frédéric Diefenthal                            | Dans ce pilote, le rôle de Myriam Cordier est interprété par Alicia Alonso et celui de Portal par Frédéric Diefenthal. |
| 2       | 1      | 1       | 1993       | 1994-02-24          | L'Assassin des beaux quartiers | Alain Bonnot            | Élodie Bouchez, Joachim Lombard, Margot Marguerite                                               | |
| 3       | 1      | 2       | 1993       | 1994-03-24          | L'Argent des passes            | Alain Bonnot            | Pierre Cassignard, Roschdy Zem, Léa François                                                     | |
| 4       | 1      | 3       | 1993       | 1994-08-29          | 3615 Pretty Doll               | Alain Bonnot            | Stéphane Jobert, Nicolas Pignon, Stéphanie Cotta, Blanche Raynal                                 | |
| 5       | 1      | 4       | 1993       | 1994-10-24          | Combinaison mortelle           | Alain Bonnot            | Jean-Pierre Bagot, Nathalie Courval, Coraly Zahonero, Luc Lavandier                              | |
| 6       | 2      | 1       | 1994       | 1995-01-12          | Une associée en trop           | Laurent Carcélès        | Vania Vilers, Sabine Paturel, Patachou, Manuel Gélin                                             | |
| 7       | 2      | 2       | 1994       | 1995-02-23          | Une mort programmée            | Jacques Cortal          | Roland Bertin, Pascale Arbillot, Claude Giraud, Dominique Guillo                                 | |
| 8       | 2      | 3       | 1994       | 1995-04-13          | Bébé en cavale                 | Pierre Joassin          | Nadine Spinoza, Laurent Spielvogel, Stéphane Boutet                                              | Le scénario de cet épisode est co-écrit par Effem et Gérard Sergue, l'interprète du commissaire Wagner. |
| 9       | 2      | 4       | 1995       | 1995-06-29          | Un si joli témoin              | Yves Amoureux           | Pierre Cosso, Cécile Pallas, Clovis Cornillac                                                    | |
| 10      | 2      | 5       | 1995       | 1995-11-30          | Cécile, mon enfant             | Marion Sarraut          | Natacha Régnier, Dominique Labourier, Annick Blancheteau                                         | |
| 11      | 3      | 1       | 1995       | 1996-02-22          | Une voix dans la nuit          | Alain Wermus            | Magaly Berdy, Alex Descas, Myriam Tadessé, Mohamed Camara                                        | |
| 12      | 3      | 2       | 1996       | 1996-03-21          | Refaire sa vie                 | Bruno Herbulot          | Frédéric Pellegeay, François Berléand, Coraly Zahonero, Christophe Odent, Jeanne Savary          | |
| 13      | 3      | 3       | 1996       | 1996-06-20          | La mémoire blessée             | Gilles Béhat            | Isabelle Roelandt, François Dunoyer, Jacques Zabor                                               | |
| 14      | 3      | 4       | 1995       | 1996-09-05          | Affaires de femmes             | Christiane Lehérissey   | Photini Papadodima, Yann Babilee, Smaïl Mekki, Joan Titus                                        | |
| 15      | 3      | 5       | 1996       | 1996-10-24          | Le petit juge                  | Gilles Béhat            | Christian Rauth, Alice Béat, Pierre Martot, Jean-Louis Tribes                                    | |
| 16      | 4      | 1       | 1996       | 1997-02-06          | Cathy                          | Alain Wermus            | Bernard Verley, Marie Guillard, Jacques Spiesser, Cécile Auclert                                 | |
| 17      | 4      | 2       | 1996       | 1997-03-06          | Comité d'accueil               | Marion Sarraut          | Boris Terral, Alain Doutey, Pascale Arbillot, Julian Negulesco                                   | |
| 18      | 4      | 3       | 1996       | 1997-04-03          | Le crime d'à côté              | Paul Planchon           | Audrey Tautou, Matthieu Rozé, Marie-Catherine Conti, Stéphane Boucher                            | Première apparition de l'inspecteur Lambert. |
| 19      | 4      | 4       | 1997       | 1997-05-01          | L'adieu au drapeau             | Bruno Herbulot          | Hubert Saint-Macary, Nathalie Quenard, François Chattot, Laurent Schilling, Philippe Lefebvre    | Lambert rejoint l'équipe à la suite du départ de l'inspecteur Dumas. |
| 20      | 4      | 5       | 1997       | 1997-06-05          | La tour de jade                | Paul Planchon           | Ysé Tran, Thang-Long                                                                             | |
| 21      | 4      | 6       | 1997       | 1997-10-02          | Le petit frère                 | Gilles Béhat            | Gérard Hernandez, Philippe Bas, Stanislas Crevillén                                              | |
| 22      | 4      | 7       | 1997       | 1997-11-06          | Boulot de flic                 | Gilles Béhat            | Éric Métayer, Renaud Verley, Olivia Brunaux                                                      | |
| 23      | 4      | 8       | 1997       | 1997-12-04          | L'Œil du cyclope               | Paul Planchon           | Aladin Reibel, Roland Magdane, Thierry Heckendorn                                                | |
| 24      | 5      | 1       | 1995       | 1998-04-02          | Rangée des voitures            | Pierre Sisser           | Serge Riaboukine, Hervé Laudière                                                                 | |
| 25      | 5      | 2       | 1997       | 1998-09-10          | L'étoile filante               | Paul Planchon           | Julie Du Page, Christophe Laubion                                                                | |
| 26      | 5      | 3       | 1998       | 1998-11-19          | Un garçon mystérieux           | Yves Amoureux           | Jean Badin, Philippe Magnan, Margot Marguerite, Nicolas Cayreyre                                 | |
| 27      | 6      | 1       | 1998       | 1999-03-04          | Trahie par les siens           | Paul Planchon           | Stéphane Ferrara, Barbara Kelsch                                                                 | |
| 28      | 6      | 2       | 1998       | 1999-04-01          | Née en prison                  | Paul Planchon           | Astrid Veillon, Jean-Pierre Bouvier                                                              | |
| 29      | 6      | 3       | 1998       | 1999-09-09          | Piège à minuit                 | Gilles Béhat            | Nicole Calfan, Jacques Penot, Delphine McCarty, Francis Renaud                                   | |
| 30      | 6      | 4       | 1998       | 1999-10-14          | L'honneur d'un homme           | Paul Planchon           | Gérard Rinaldi, Maxime Leroux, Claire Borotra                                                    | |
| 31      | 6      | 5       | 1998       | 1999-11-18          | Le deuxième fils               | Jean-Denis Robert       | Sylvain Joubert, Pascale Roberts, Adeline Blondieau, Manuela Lopez                               | |
| 32      | 7      | 1       | 1999       | 2000-02-24          | Crimes de cœur                 | Paul Planchon           | Jean-Yves Berteloot, Betty Bomonde, Emmanuelle Meyssignac                                        | |
| 33      | 7      | 2       | 1999       | 2000-05-04          | Les tables de la loi           | Pascale Dallet          | Jean-Pierre Cassel, Marc Berman                                                                  | |
| 34      | 7      | 3       | 1999       | 2000-09-21          | Le diable au cœur              | Alain Wermus            | Gabrielle Forest, Rudi Rosenberg, Louise Monot, Lorànt Deutsch                                   | |
| 35      | 7      | 4       | 1999       | 2000-11-02          | Lames de fond                  | Henri Helman            | Emma Colberti, Etienne Chicot, Patrick Palmero, Frédéric van den Driessche, Erick Deshors        | L'épisode a été tourné à Carnac. C'est le seul épisode de la série tourné en province. |
| 36      | 8      | 1       | 1999       | 2001-02-15          | Faux-semblants                 | Paul Planchon           | Jean-Claude Adelin, Alice Béat                                                                   | |
| 37      | 8      | 2       | 1999       | 2001-04-05          | Menace sur la ville            | Jean-Denis Robert       | Hélène Médigue, Michel Duchaussoy                                                                | |
| 38      | 8      | 3       | 2000       | 2001-06-21          | Saut périlleux                 | Gilles Béhat            | Delphine Chanéac, Bernard Haller, Jean-Michel Dupuis                                             | Première apparition de Pierre-Arnaud Juin dans le rôle de Brignac. Son arrivée dans la brigade est relatée dans le premier épisode de la saison 10.                                                                             |
| 39      | 8      | 4       | 2000       | 2001-11-01          | Portrait au scalpel            | Christiane Lehérissey   | Bruno Wolkowitch, Isabelle Petit-Jacques, Nicolas Marié                                          | |
| 40      | 8      | 5       | 2000       | 2001-11-29          | Sang-froid                     | Jean-Marc Seban         | Sophie de La Rochefoucauld, Virginie Peignien, Sonia Vollereaux, Jean-Luc Porraz, Étienne Draber | |
| 41      | 9      | 1       | 2000       | 2002-04-01          | Dette mortelle                 | Alain Wermus            | Arnaud Bedouët, Sébastien Knafo                                                                  | |
| 42      | 9      | 2       | 2000       | 2002-10-03          | Otages                         | Gilles Béhat            | Jean-Pierre Malo, Isabelle Roelandt, Yves Lambrecht, Thierry Beccaro                             | Première apparition de Stéphanie Vicat dans le rôle du lieutenant Cécile Vignaud. |
| 43      | 9      | 3       | 2000       | 2002-10-31          | Mensonges et vérités           | Jean-Marc Seban         | Andréa Ferréol, Estelle Caumartin, Didier Bienaimé                                               | Première apparition d'Estelle Caumartin dans le rôle de Charlotte. |
| 44      | 10     | 1       | 2000       | 2003-01-16          | Adieu Mulet                    | Gilles Béhat            | Aïssa Maïga, Pierre Martot, Thierry Beccaro, Lucien Jean-Baptiste                                | Dernière apparition José Paul dans le rôle de Lambert. Premier épisode avec Pierre-Arnaud Juin dans le rôle de Brignac. Cet épisode est un flash-back : chronologiquement il se situe entre les épisodes 2 et 3 de la saison 8. |
| 45      | 10     | 2       | 2001       | 2003-06-19          | Mort d'un avocat               | Jean-Pierre Vergne      | Christian Bujeau, Ludovic Lavaissière                                                            | |
| 46      | 10     | 3       | 2002       | 2003-07-10          | Cours du soir                  | Michaël Perrotta        | Luc Thuillier, Blanche Raynal, Gérard Chaillou                                                   | |
| 47      | 10     | 4       | 2001       | 2003-09-25          | Fausses notes                  | Jean-Marc Seban         | Stéphane Bierry                                                                                  | |
| 48      | 10     | 5       | 2001       | 2003-11-06          | La sorcière                    | Christiane Lehérissey   | Tania Da Costa                                                                                   | |
| 49      | 11     | 1       | 2002       | 2004-01-12          | La rançon                      | Eric Summer             | Dany Brillant, Virginie Pauc, Philippe Magnan, Olivier Loustau                                   | |
| 50      | 11     | 2       | 2002       | 2004-03-08          | Liens de sang                  | Bertrand Van Effenterre | Didier Sauvegrain                                                                                | |
| 51      | 11     | 3       | 2001       | 2004-04-26          | Temps mort                     | Jean-Marc Seban         | Christian Brendel, Cécile Bois, Rachid Djaidani                                                  | |
| 52      | 11     | 4       | 2002       | 2004-09-20          | Choc en retour                 | Christiane Lehérissey   | Marie-Christine Letort, Élise Perrier, Ged Marlon                                                | |
| 53      | 11     | 5       | 2002       | 2004-10-18          | Faux départ                    | Gilles Béhat            | François Perrot                                                                                  | |
| 54      | 11     | 6       | 2002       | 2004-11-22          | Raison d'état                  | Jean-Marc Seban         | Lucie Jeanne, Jean-Marie Winling, Boris Terral                                                   | |
| 55      | 12     | 1       | 2000       | 2005-02-07          | Silences coupables             | Alain Wermus            | Dominique Guillo, Thomas Jouannet                                                                | |
| 56      | 12     | 2       | 2003       | 2005-03-14          | Délit de fuite                 | Jean-Marc Seban         | Tom Novembre, Fabienne Périneau                                                                  | |
| 57      | 12     | 3       | 2001       | 2005-04-11          | La nuit du sacrifice           | Bruno Herbulot          |                                                                                                  | |
| 58      | 12     | 4       | 2003       | 2005-09-05          | Copie conforme                 | Michaël Perrotta        | Évelyne Bouix, Julie Voisin, Patrick Rocca                                                       | |
| 59      | 12     | 5       | 2003       | 2005-10-03          | Cas d'école                    | Michaël Perrotta        | François Marthouret, Mélanie Maudran                                                             | |
| 60      | 12     | 6       | 2003       | Inédit (2008-11-14) | Le chien de Charlotte          | Michaëla Watteaux       | Pierre Cassignard, David Brécourt, Jean-Paul Comart, Laure Marsac, Marie Chevalier               | |
| 61      | 12     | 7       | 2001       | 2005-09-15          | Angela                         | Paul Planchon           | Rosemarie La Vaullée, Jean-Claude Adelin, Maïdi Roth                                             | |

### Audience
| Saison | Épisode | Titre                          | Jour de diffusion                | Nombre de téléspectateurs | PDM    | Source |
| ------ | ------- | ------------------------------ | -------------------------------- | ------------------------- | ------ | ------ |
| 0      | 1       | Peinture au pistolet           | 26 novembre 1992                 | 9 641 800                 | 45 %   | [ 1 ]  |
| 1      | 2       | L'Assassin des beaux quartiers | 24 février 1994                  | 9 300 000                 | 44 %   | [ 1 ]  |
| 1      | 3       | L'Argent des passes            | 24 mars 1994                     | 9 775 500                 | 46,8 % | [ 1 ]  |
| 1      | 4       | 3615 Pretty Doll               | 29 août 1994                     | N*C                       | N*C    | [ 1 ]  |
| 1      | 5       | Combinaison mortelle           | 24 octobre 1994                  | N*C                       | 35 %   | [ 1 ]  |
| 2      | 6       | Une associée en trop           | 12 janvier 1995                  | 8 782 200                 | 40,9 % | [ 1 ]  |
| 2      | 7       | Une mort programmée            | 23 février 1995                  | 8 162 280                 | 36,9 % | [ 1 ]  |
| 2      | 8       | Bébé en cavale                 | 13 avril 1995                    | 9 918 720                 | 45,7 % | [ 1 ]  |
| 2      | 9       | Un si joli témoin              | 29 juin 1995                     | 8 782 200                 | 50 %   | [ 1 ]  |
| 2      | 10      | Cécile, mon enfant             | 30 novembre 1995                 | 9 298 800                 | 42,6   | [ 1 ]  |
| 3      | 11      | Une voix dans la nuit          | 22 février 1996                  | 8 828 100                 | 42 %   | [ 1 ]  |
| 3      | 12      | Refaire sa vie                 | 21 mars 1996                     | 8 308 800                 | 36 %   | [ 1 ]  |
| 3      | 13      | La mémoire blessée             | 20 juin 1996                     | 7 789 500                 | 39 %   | [ 1 ]  |
| 3      | 14      | Affaires de femmes             | 5 septembre 1996                 | 9 139 680                 | 46 %   | [ 1 ]  |
| 3      | 15      | Le petit juge                  | 24 octobre 1996                  | 8 828 100                 | 24 %   | [ 1 ]  |
| 4      | 16      | Cathy                          | 6 février 1997                   | 9 146 720                 | 40,4 % | [ 1 ]  |
| 4      | 17      | Comité d'accueil               | 6 mars 1997                      | 7 795 500                 | 37 %   | [ 1 ]  |
| 4      | 18      | Le crime d'à côté              | 3 avril 1997                     | 8 990 810                 | 45,4 % | [ 1 ]  |
| 4      | 19      | L'adieu au drapeau             | 1 mai 1997                       | 8 575 050                 | 42,5 % | [ 1 ]  |
| 4      | 20      | La tour de jade                | 5 juin 1997                      | 8 938 840                 | 44,9 % | [ 1 ]  |
| 4      | 21      | Le petit frère                 | 2 octobre 1997                   | 8 834 900                 | 40 %   | [ 1 ]  |
| 4      | 22      | Boulot de flic                 | 6 novembre 1997                  | 9 978 240                 | 44,9 % | [ 1 ]  |
| 4      | 23      | L'Œil du cyclope               | 4 décembre 1997                  | 10 965 670                | 50,8 % | [ 1 ]  |
| 5      | 24      | Rangée des voitures            | 2 avril 1998                     | 9 791 320                 | 48,6 % | [ 1 ]  |
| 5      | 25      | L'étoile filante               | 10 septembre 1998                | 8 901 200                 | 41,9 % | [ 1 ]  |
| 5      | 26      | Un garçon mystérieux           | 19 novembre 1998                 | 9 372 440                 | 42,4 % | [ 1 ]  |
| 6      | 27      | Trahie par les siens           | 4 mars 1999                      | 9 781 740                 | 43,9 % | [ 1 ]  |
| 6      | 28      | Née en prison                  | 1 avril 1999                     | 10 202 460                | 46,4 % | [ 1 ]  |
| 6      | 29      | Piège à minuit                 | 9 septembre 1999                 | 9 045 480                 | 43,8 % | [ 1 ]  |
| 6      | 30      | L'honneur d'un homme           | 14 octobre 1999                  | 10 307 640                | 45,7 % | [ 1 ]  |
| 6      | 31      | Le deuxième fils               | 18 novembre 1999                 | 11 412 030                | 50,3   | [ 1 ]  |
| 7      | 32      | Crimes de cœur                 | 24 février 2000                  | 9 875 470                 | 42,1 % | [ 1 ]  |
| 7      | 33      | Les tables de la loi           | 4 mai 2000                       | 8 502 410                 | 38,3 % | [ 1 ]  |
| 7      | 34      | Le diable au cœur              | 21 septembre 2000                | 9 452 990                 | 43,6 % | [ 1 ]  |
| 7      | 35      | Lames de fond                  | 2 novembre 2000                  | 10 826 050                | 43,3 % | [ 1 ]  |
| 8      | 36      | Faux-semblants                 | 15 février 2001                  | 9 726 240                 | 42,7 % | [ 1 ]  |
| 8      | 37      | Menace sur la ville            | 5 avril 2001                     | 9 673 380                 | 42,7 % | [ 1 ]  |
| 8      | 38      | Saut périlleux                 | 21 juin 2001                     | 7 717 560                 | 39,4 % | [ 1 ]  |
| 8      | 39      | Portrait au scalpel            | 1 novembre 2001                  | 8 140 440                 | 33,9 % | [ 1 ]  |
| 8      | 40      | Sang-froid                     | 29 novembre 2001                 | 8 721 900                 | 36,9   | [ 1 ]  |
| 9      | 41      | Dette mortelle                 | 1 avril 2002                     | 8 639 000                 | 32,9 % | [ 1 ]  |
| 9      | 42      | Otages                         | 3 octobre 2002                   | 8 480 000                 | 38,1 % | [ 1 ]  |
| 9      | 43      | Mensonges et vérités           | 31 octobre 2002                  | 9 540 000                 | 44 %   | [ 1 ]  |
| 10     | 44      | Adieu Mulet                    | 16 janvier 2003                  | 10 823 960                | 46,7 % | [ 1 ]  |
| 10     | 45      | Mort d'un avocat               | 19 juin 2003                     | 8 317 920                 | 38,4 % | [ 1 ]  |
| 10     | 46      | Cours du soir                  | 10 juillet 2003                  | 7 198 200                 | 37,6 % | [ 1 ]  |
| 10     | 47      | Fausses notes                  | 25 septembre 2003                | 9 970 840                 | 44,4 % | [ 1 ]  |
| 10     | 48      | La sorcière                    | 6 novembre 2003                  | 9 597 600                 | 41,1 % | [ 1 ]  |
| 11     | 49      | La rançon                      | 12 janvier 2004                  | 9 166 400                 | 36,6 % | [ 1 ]  |
| 11     | 50      | Liens de sang                  | 8 mars 2004                      | 9 058 560                 | 36,4 % | [ 1 ]  |
| 11     | 51      | Temps mort                     | 26 avril 2004                    | 8 465 440                 | 34,9 % | [ 1 ]  |
| 11     | 52      | Choc en retour                 | 20 septembre 2004                | 8 788 960                 | 37,8 % | [ 1 ]  |
| 11     | 53      | Faux départ                    | 18 octobre 2004                  | 8 088 000                 | 33,5 % | [ 1 ]  |
| 11     | 54      | Raison d'état                  | 22 novembre 2004                 | 7 980 160                 | 32,8 % | [ 1 ]  |
| 12     | 55      | Silences coupables             | 7 juillet 2005                   | ?                         | ?      |        |
| 12     | 56      | Délit de fuite                 | 14 mars 2005                     | ?                         | ?      |        |
| 12     | 57      | La nuit du sacrifice           | 11 avril 2005                    | ?                         | ?      |        |
| 12     | 58      | Copie conforme                 | 5 septembre 2005                 | ?                         | ?      |        |
| 12     | 59      | Cas d'école                    | 3 octobre 2005                   | ?                         | ?      |        |
| 12     | 60      | Le chien de Charlotte          | Inédit sur les chaines publiques | ?                         | ?      |        |
| 13     | 61      | Angela                         | 15 septembre 2005                | ?                         | ?      |        |

## Commentaires
Charlotte Valandrey quitte la série à la fin de la saison 9. Elle apparaît encore dans le premier épisode de la saison 10, mais c’est un flash-back qui se situe entre les épisodes 2 et 3 de la saison 8. Elle est conservée au générique jusqu'au dernier épisode de la série, mais n'est plus créditée à partir du second épisode de la saison 10 ; on apprend, quand sa mère la réveille en lui téléphonant, que Myriam, son personnage, est partie à Montréal, au Canada.

### Décors
Le décor du commissariat change à la troisième saison pour un espace plus grand et plus moderne. En 2001, les liserés bleus des murs sont remplacés par des liserés rouges.
À partir du milieu de la série, la maison des Cordiers est située à Thiverval-Grignon, en face de l'église, au croisement des route de Crespières, Grande Rue, et rue de Rougemont.

### Épisode pilote
Dans l'épisode pilote Peinture au pistolet, le rôle de Myriam Cordier est joué par Alicia Alonso. Ce rôle est repris par la suite par Charlotte Valandrey. On aperçoit aussi Frédéric Diefenthal, qui joue le rôle de Portal, et Valérie Mairesse dans ce même épisode.

### Voitures
Le commissaire Cordier conduit une Renault 21 (épisode pilote), une Renault 25, une Peugeot 605, deux Renault Safrane, une Renault Vel Satis ainsi qu'une Renault Laguna II.
Le juge Cordier conduit une Fiat 126 Bis modèle 1988, une Renault Clio I ainsi qu'une Renault Clio II, une Alfa Romeo 156 dans l'épisode Née en prison, une Renault Mégane Coupé dans les épisodes Crime de coeur et L'honneur d'un homme, un Toyota RAV4 dans l'épisode Cécile, mon enfant et dans des épisodes plus anciens.

### Séquelle («spin-off»)
Avec le départ de l'acteur Bruno Madinier jouant le juge Cordier, la série s'arrête en 2005 mais une série intitulée Commissaire Cordier lui succède avec le seul commissaire Cordier.

### Rediffusion
La série a été rediffusée sur TMC, NRJ 12, Jimmy, 6ter, Polar+, Pluto TV et sur Chérie 25.

### DVD
La série est sortie en DVD chez Polygram collection. Les épisodes sont dans l'ordre chronologique des années.